# إيثار تنافسي
الإيثار التنافسي هو آلية ممكنة للمثابرة على السلوكيات التعاونية خاصة تلك التي يتم القيام بها دون شروط. ويمكن استخدام نظرية الإيثار المتبادل لتفسير السلوكيات التي يمارسها المانح الذي يحصل على بعض أنواع الفائدة في المستقبل. وعندما لا يتم الحصول على هذا التعويض، فإن التبادلية لا تقدم تفسيرًا وافيًا للسلوك الإيثاري.
لتفسير الإيثار التنافسي، استخدم روبرتس  مثال تهذيب الريش في الطيور لتفسير الإيثار التنافسي. فنتيجة لأن بعض الطيور لا يمكنها الوصول إلى الطفيليات الموجودة بجميع أجزاء جسدها وخاصة منطقة الرقبة لديها، فإنها تستفيد من عملية استخدام المنقار في تسوية الريش بين بعضها بعضًا. فلدى كل طائر يوجد سرب من الطيور التي تقوم باستعمال مناقيرها في تنظيف الريش حيث تتنافس هذه الطيور رغبة في إنشاء علاقة تقوم على تبادل المنفعة. ولكن الطيور المخادعة أو تلك التي تحاول أن تحصل على تنظيف ريشها بمنقار الآخرين دون القيام بذلك لا تتنافس ومن ثمّ تُقصى من هذه العلاقة، فتقل صلاحيتها نتيجة قيام أعضاء السرب بنبذها.

وقد قام مكنمارا وآخرون بتحليل هذه النظرية من الناحية الكمية. وعلى غرار روبرت أكسلورد، فقد قاموا بإنشاء برنامج حاسوبي لمحاكاة التفاعلات المتكررة بين الأفراد. وقد تضمن البرنامج لاعبين لديهم سمتان وراثيتين محددتين إحداهما «سمة تعاونية» والثانية «سمة متعلقة بالدقة». وقد وجدوا النتائج التالية:

إن التركيبة «المتناقضة» للسمات أنتجت تحديدًا فوائد ضئيلة، وهي: أفراد ذوي مستوى منخفض من الدقة إلا أن لديهم جهدًا كبيرًا ينزع إلى الخضوع للاستغلال من قبل اللاعبين المشاركين، وأفراد ذوي درجة مرتفعة من الدقة ولكن مع جهد أقل يضيعون أوقاتهم في البحث عن لاعب مشارك أفضل ممن لا يقبلون بصورة اللعب معهم. وقد أدى الترابط الإيجابي بين الدقة والتعاونية إلى تشكيلة إيجابية بين الأنواع المتعاونة - وهي ميزة أساسية لجميع الآليات التي تدعم التعاون.
إن تطوير هذا التعاون بتطلب اختلافًا في درجة التعاون والدقة والتي ردها الباحثون إلى الطفرة الوراثية والتنوع. وقد أشار مكنمارا وآخرون أيضًا إلى أنه نظرًا لضرورة وجود فترة من البحث عن اللاعبين الذين يتسمون بـ«القبول المتبادل» لإيجاد لاعب آخر، فإن الإيثار التنافسي من المحتمل بصورة أكبر أن يظهر لدى الحيوانات التي تتميز بأعمار أطول.

## معضلة السجين
لربط هذه الحالة بـمعضلة السجين، يمكن للفرد أن يحقق أقصى استفادة في تفاعل يتم مرة واحدة مع فرد آخر بتبادل الأماكن (أي الحصول على المنافع دون تكبد أي مشقة على النفس). ومع ذلك ففي معضلة السجين المكررة حيث يتفاعل الأفراد أكثر من مرة، فإنه إذا كان تبادل الأماكن يجعل المرء أقل رغبة في اجتذاب رفيق صالح مستقبلًا فإنه سيتم الاعتماد على السلوك الاختياري.
وتعتبر هذه الانتقائية للتعاون أكثر قوة إذا شاهد طرف ثالث تصرف الفرد في التفاعل نتيجة احتمالية تشكيل نوع من الشهرة. لقد أشار أموتز زهاوي المعروف بأعماله مع الثِرثارة العربية الإيثارية إلى أن هذا المستوى من «المكانة الاجتماعية» سيؤثر على تفاعل الأفراد مع بعضهم وعلى كيفية سلوكهم.
لقد ظهر الإيثار التنافسي بشكل متكرر في الدراسات البشرية. فعلى سبيل المثال، يكون الأفراد أكثر كرمًا عندما يرى الآخرون سلوكهم، كما أن الأفراد الذين يتصفون بالإيثار يحظون بمكانة اجتماعية أفضل ويتم تفضيلهم انتقائيًا كمشاركين تعاونيين وقادة للمجموعات... واعتمادًا على رؤى نظرية الانتقاء الجنسي فقد وجدت البحوث أن الرجال يتصرفون بطريقة تتميز بإيثار أكبر في حضرة الأنثى (الجذابة) وأن الذكور المتميزين بالإيثار يُفضَّلون انتقائيًا ليكونوا أزواجًا.

## مبدأ الإعاقة
تساعد نظرية الإيثار التنافسي الفرد على ربط هذا السلوك بـمبدأ الإعاقة. فمن خلال الإيثار التنافسي، يعتبر التعاون سمة توفر فائدة إشارية، ومن ثمّ تعتبر موضوعًا متعلقًا بـالاصطفاء الجنسي. مثل ذيل الطاووس فالتعاون يستمر ويكبر حتى ولو كان على حساب الشخص. يجب أن يكون التعاون مكلفًا بدرجة كبيرة للأفراد، ولذلك فجزء محدود من الأفراد فقط هو الصالح للمشاركة.
لقد اعتمد روبرتس على فكرة الإيثار كفائدة إشارية من خلال «نظرية الهدية المجانية» الخاصة به. فنظرًا لأن المستقبِل للهدية يحصل على بعض المنافع عن طريق التفاعل مع المانح، فهناك حافز للانتباه للإشارة. على سبيل المثال قد يقدم بعض الأزواج الذكور من الطيور الطعام للزوج الآخر المحتمل. فهذا السلوك يسمى إطعام غزلي حيث لا يفيد الأنثى فحسب والتي تحصل على وجبة دون بذل أي طاقة، ولكن أيضًا تظهر قدرة الذكر على جمع الغذاء. ونتيجة لذلك تبقى الإشارة حقيقية (أي تبقى انعكاسًا حقيقيًا لصلاحية الزوج).
وعلى الرغم من ذلك، فإن الارتباط بين الإيثار التنافسي والإشارة لا يخلو من النقد. فقد أشار رايت  إلى أن سلوك الإشارة الإيثارية مثل منح الهدية يمكن أن يؤدي إلى «انتقال الصلاحية من الفرد الأعلى إلى الفرد الأقل جودة» ويقلل من مصداقية الإشارة. ومن أجل اعتبار هذه النزعة قام رايت باشتراط أن يكون السلوك الإيثاري موجهًا إلى الزوج أو الحليف. ولكي تصدق النظرية يمكن أن تظهر الفائدة الإشارية لتحسين صلاحية الفرد بما يتخطى الفائدة التي يكتسبها من خلال «الاستثمار» مع الشريك.